# 伞花黄堇
伞花黄堇（学名：Corydalis corymbosa）为罂粟科紫堇属下的一个种。

## 扩展阅读
- 維基物種上的相關：伞花黄堇